# Chokepoint
«Embudo» —título original en inglés: «Chokepoint»— es el decimotercer episodio de la novena temporada de la serie de televisión posapocalíptica, horror The Walking Dead. El guion estuvieron a cargo Eddie Guzelian y David Leslie Johnson-McGoldrick y finalmente Liesl Tommy dirigió el episodio. El episodio salió al aire en el canal AMC el 10 de marzo de 2019. Fox hizo lo propio en España e Hispanoamérica el día siguiente.

## Trama
Daryl y Connie huyen con Henry y Lydia de un grupo de Susurradores liderados por Beta dentro de una horda de caminantes. Connie los dirige a un rascacielos incompleto en el que su grupo se había refugiado antes, donde le muestra a Daryl que podrían aislar a los Susurradores colocando una emboscada en los pisos superiores. Para proteger a Lydia, y dado que ella se niega a matar a los que anteriormente fueron sus camaradas, Daryl la encierra en un armario con Perro, mientras se preparan para que llegue el grupo de Beta. El plan de colocar obstáculos funciona, ya que Beta y sus secuaces se ven obligados a abandonar a los caminantes en la planta baja, lo que les da a Daryl y Connie la capacidad de matarlos fácilmente. Daryl tiene una pelea cara a cara con Beta, que termina con Daryl empujando a Beta en un hueco de ascensor abierto. Lydia, temiendo por la seguridad de Henry, del que parece estar cada vez más enamorada, sale del armario, a tiempo para que Perro ataque a un Susurrador que estaba a punto de matar a Henry, aunque Henry termina siendo herido en una pierna. Con los Susurradores eliminados, el grupo trabaja para atraer a los caminantes fuera de la planta baja para que puedan escapar, sin darse cuenta de que Beta todavía sigue con vida en el fondo del ducto del ascensor.
Mientras el Reino se prepara para su feria, uno de sus grupos de scouts liderados por Jerry es emboscado por un grupo de humanos llamados los Hombres de la Carretera, quienes los despojan de todo su equipo. Cuando Carol se entera de esto, ella sugiere que debido a que los Hombres de la Carretera no mataron al grupo de Jerry, pueden estar abiertos a la negociación. Ezekiel, Carol y otros miembros del Reino van al cuartel general de los Hombres de la Carretera y los atraen a una trampa para que el grupo del Reino pueda dominarlos. Ezekiel trata de convencer a los hombres de la carretera para que los ayuden a mantener los caminos despejados para las otras comunidades que viajan a la feria, pero Carol los convence de que tendrían la oportunidad de ver una película si ayudan. Los Hombres de la Carretera están de acuerdo a regañadientes, devolviendo el equipo que tomaron y luego se les muestra ayudando a la comunidad de Hilltop a llegar al Reino. Cuando Carol ve que Henry no está con el grupo, a Tara le preocupa que el grupo de Daryl tampoco haya llegado y que se inicien los esfuerzos para localizarlos.

## Producción
La escena de la pelea de Daryl y Beta fue la más elogiada en el episodio, explicó la directora Liesl Tommy: "Trabajé muy duro con Monte y Josh, nuestros especialistas, para hacer una pelea que se sintiera digna de estos dos actores (Norman Reedus y Ryan Hurst). Así que solo quieres que la lucha sea tan visceral y brutal y, al mismo tiempo, sientas que estos son dos hombres que pueden no ser físicamente iguales, pero coinciden en la intensidad."

## Recepción

### Recepción crítica
"Chokepoint" recibió la aclamación crítica de los críticos. En Rotten Tomatoes, el episodio tiene un índice de aprobación del 94% con una puntuación media de 7.35 de 10, según 18 comentarios. El consenso crítico dice: "'Chokepoint' trae una buena dosis de acción crujiente a The Walking Dead, destacando la física de Norman Reedus al tiempo que introduce una nueva e interesante pandilla de pícaros en la mezcla".
Matt Fowler de IGN dio al episodio una revisión positiva con una puntuación de 7.9 sobre 10. Él elogió la escena de la pelea entre Daryl y Beta, escribiendo: "Y aquí es donde tenemos una pelea realmente impresionante que le permite a Daryl brillar como el tipo de héroe de acción que esta serie ha necesitado durante mucho tiempo". En general, sintió: "Si 'Chokepoint' se hubiera centrado únicamente, o incluso un poco más, en el choque de Daryl y Connie con los malvados Whisperers, se habría sentido como una entrega más fuerte. Debido a todo eso, incluso con Henry en mente, fue bastante impresionante. La historia paralela del Reino, que roció a una nueva facción en el estofado, fue inofensiva y sensacional. La recompensa se espera que llegue a la línea, cuanto antes mejor, pero las otras cosas fueron tan fuertes que acaba de aparecer como una hinchazón".
Jeff Stone de IndieWire dio al episodio un comentario de B+: "Toda la escena de acción con el equipo de Daryl vs Los Susurradores es sobresaliente, especialmente porque el edificio sin terminar ofrece amplios lugares para esconderse y peligros sorprendentes, como la hoja de sierra, Beta casi asesina a Daryl. A diferencia de los años con Los Salvadores, aquí hay un conflicto que no son solo dos grupos de extraños extras que se disparan entre sí desde la cubierta. La relativa rareza de las armas de fuego, el salto posterior al tiempo, ha hecho maravillas para el espectáculo entre humanos y enemigos en las escenas de lucha humana."
Erik Kain de Forbes elogió el episodio y en su crítica escribió que "Beta es aterrador" y "toda la escena de la pelea fue fenomenal". Continuó diciendo que "Chokepoint" fue, en su mayor parte, un episodio fantástico. Ciertamente es el primer episodio de 9B que me tuvo al borde de mi asiento. Principalmente, eso se debe a Beta (Ryan Hurst quien trabajó en Sons of Anarchy) que es maravillosamente aterrador e intimidante. El tipo es enorme, por un lado (a las 6'4 "tiene una pulgada hacia mí) y en su gabardina y piel de caminante, es una figura bastante llamativa, ya sea peleando con sus" guardianes "o cargando a través de una pared para atacar a Daryl."

### Calificaciones
"Chokepoint" recibió una audiencia total de 4.83 millones con una calificación de 1.8 en adultos de 18 a 49 años. Fue el programa de cable mejor calificado de la noche y mejoró en audiencia desde la semana anterior.